# Llista d'asteroides/76501–76600
| Nom     | Designació provisional | Data de descobriment | Lloc de descobriment | Descobridor/s |
| ------- | ---------------------- | -------------------- | -------------------- | ------------- |
| 76501 - | 2000 GH25              | 5 d'abril, 2000      | Socorro              | LINEAR        |
| 76502 - | 2000 GV26              | 5 d'abril, 2000      | Socorro              | LINEAR        |
| 76503 - | 2000 GL27              | 5 d'abril, 2000      | Socorro              | LINEAR        |
| 76504 - | 2000 GN28              | 5 d'abril, 2000      | Socorro              | LINEAR        |
| 76505 - | 2000 GU28              | 5 d'abril, 2000      | Socorro              | LINEAR        |
| 76506 - | 2000 GV28              | 5 d'abril, 2000      | Socorro              | LINEAR        |
| 76507 - | 2000 GX28              | 5 d'abril, 2000      | Socorro              | LINEAR        |
| 76508 - | 2000 GZ29              | 5 d'abril, 2000      | Socorro              | LINEAR        |
| 76509 - | 2000 GQ32              | 5 d'abril, 2000      | Socorro              | LINEAR        |
| 76510 - | 2000 GJ33              | 5 d'abril, 2000      | Socorro              | LINEAR        |
| 76511 - | 2000 GT33              | 5 d'abril, 2000      | Socorro              | LINEAR        |
| 76512 - | 2000 GL35              | 5 d'abril, 2000      | Socorro              | LINEAR        |
| 76513 - | 2000 GY36              | 5 d'abril, 2000      | Socorro              | LINEAR        |
| 76514 - | 2000 GF39              | 5 d'abril, 2000      | Socorro              | LINEAR        |
| 76515 - | 2000 GQ39              | 5 d'abril, 2000      | Socorro              | LINEAR        |
| 76516 - | 2000 GX39              | 5 d'abril, 2000      | Socorro              | LINEAR        |
| 76517 - | 2000 GT44              | 5 d'abril, 2000      | Socorro              | LINEAR        |
| 76518 - | 2000 GY45              | 5 d'abril, 2000      | Socorro              | LINEAR        |
| 76519 - | 2000 GN46              | 5 d'abril, 2000      | Socorro              | LINEAR        |
| 76520 - | 2000 GS46              | 5 d'abril, 2000      | Socorro              | LINEAR        |
| 76521 - | 2000 GK47              | 5 d'abril, 2000      | Socorro              | LINEAR        |
| 76522 - | 2000 GD51              | 5 d'abril, 2000      | Socorro              | LINEAR        |
| 76523 - | 2000 GH51              | 5 d'abril, 2000      | Socorro              | LINEAR        |
| 76524 - | 2000 GV52              | 5 d'abril, 2000      | Socorro              | LINEAR        |
| 76525 - | 2000 GO53              | 5 d'abril, 2000      | Socorro              | LINEAR        |
| 76526 - | 2000 GS54              | 5 d'abril, 2000      | Socorro              | LINEAR        |
| 76527 - | 2000 GC56              | 5 d'abril, 2000      | Socorro              | LINEAR        |
| 76528 - | 2000 GB59              | 5 d'abril, 2000      | Socorro              | LINEAR        |
| 76529 - | 2000 GA60              | 5 d'abril, 2000      | Socorro              | LINEAR        |
| 76530 - | 2000 GE65              | 5 d'abril, 2000      | Socorro              | LINEAR        |
| 76531 - | 2000 GT65              | 5 d'abril, 2000      | Socorro              | LINEAR        |
| 76532 - | 2000 GX71              | 5 d'abril, 2000      | Socorro              | LINEAR        |
| 76533 - | 2000 GB73              | 5 d'abril, 2000      | Socorro              | LINEAR        |
| 76534 - | 2000 GF73              | 5 d'abril, 2000      | Socorro              | LINEAR        |
| 76535 - | 2000 GM73              | 5 d'abril, 2000      | Socorro              | LINEAR        |
| 76536 - | 2000 GU74              | 5 d'abril, 2000      | Socorro              | LINEAR        |
| 76537 - | 2000 GJ76              | 5 d'abril, 2000      | Socorro              | LINEAR        |
| 76538 - | 2000 GO76              | 5 d'abril, 2000      | Socorro              | LINEAR        |
| 76539 - | 2000 GN78              | 5 d'abril, 2000      | Socorro              | LINEAR        |
| 76540 - | 2000 GL79              | 5 d'abril, 2000      | Socorro              | LINEAR        |
| 76541 - | 2000 GX79              | 6 d'abril, 2000      | Socorro              | LINEAR        |
| 76542 - | 2000 GC81              | 6 d'abril, 2000      | Socorro              | LINEAR        |
| 76543 - | 2000 GD81              | 13 d'abril, 2000     | Socorro              | LINEAR        |
| 76544 - | 2000 GZ82              | 2 d'abril, 2000      | Socorro              | LINEAR        |
| 76545 - | 2000 GE83              | 2 d'abril, 2000      | Socorro              | LINEAR        |
| 76546 - | 2000 GF83              | 2 d'abril, 2000      | Socorro              | LINEAR        |
| 76547 - | 2000 GS83              | 3 d'abril, 2000      | Socorro              | LINEAR        |
| 76548 - | 2000 GV84              | 3 d'abril, 2000      | Socorro              | LINEAR        |
| 76549 - | 2000 GG85              | 3 d'abril, 2000      | Socorro              | LINEAR        |
| 76550 - | 2000 GH85              | 3 d'abril, 2000      | Socorro              | LINEAR        |
| 76551 - | 2000 GG88              | 4 d'abril, 2000      | Socorro              | LINEAR        |
| 76552 - | 2000 GM88              | 4 d'abril, 2000      | Socorro              | LINEAR        |
| 76553 - | 2000 GD89              | 4 d'abril, 2000      | Socorro              | LINEAR        |
| 76554 - | 2000 GK93              | 5 d'abril, 2000      | Socorro              | LINEAR        |
| 76555 - | 2000 GW93              | 5 d'abril, 2000      | Socorro              | LINEAR        |
| 76556 - | 2000 GV94              | 5 d'abril, 2000      | Socorro              | LINEAR        |
| 76557 - | 2000 GB95              | 6 d'abril, 2000      | Socorro              | LINEAR        |
| 76558 - | 2000 GC97              | 7 d'abril, 2000      | Socorro              | LINEAR        |
| 76559 - | 2000 GF97              | 7 d'abril, 2000      | Socorro              | LINEAR        |
| 76560 - | 2000 GR98              | 7 d'abril, 2000      | Socorro              | LINEAR        |
| 76561 - | 2000 GG99              | 7 d'abril, 2000      | Socorro              | LINEAR        |
| 76562 - | 2000 GW101             | 7 d'abril, 2000      | Socorro              | LINEAR        |
| 76563 - | 2000 GT103             | 7 d'abril, 2000      | Socorro              | LINEAR        |
| 76564 - | 2000 GO105             | 7 d'abril, 2000      | Socorro              | LINEAR        |
| 76565 - | 2000 GR106             | 7 d'abril, 2000      | Socorro              | LINEAR        |
| 76566 - | 2000 GB107             | 7 d'abril, 2000      | Socorro              | LINEAR        |
| 76567 - | 2000 GD107             | 7 d'abril, 2000      | Socorro              | LINEAR        |
| 76568 - | 2000 GC111             | 2 d'abril, 2000      | Anderson Mesa        | LONEOS        |
| 76569 - | 2000 GE111             | 2 d'abril, 2000      | Anderson Mesa        | LONEOS        |
| 76570 - | 2000 GF111             | 2 d'abril, 2000      | Anderson Mesa        | LONEOS        |
| 76571 - | 2000 GL112             | 3 d'abril, 2000      | Socorro              | LINEAR        |
| 76572 - | 2000 GX113             | 7 d'abril, 2000      | Socorro              | LINEAR        |
| 76573 - | 2000 GH114             | 7 d'abril, 2000      | Socorro              | LINEAR        |
| 76574 - | 2000 GM114             | 7 d'abril, 2000      | Socorro              | LINEAR        |
| 76575 - | 2000 GB115             | 8 d'abril, 2000      | Socorro              | LINEAR        |
| 76576 - | 2000 GP118             | 3 d'abril, 2000      | Kitt Peak            | Spacewatch    |
| 76577 - | 2000 GK122             | 7 d'abril, 2000      | Kitt Peak            | Spacewatch    |
| 76578 - | 2000 GW123             | 7 d'abril, 2000      | Socorro              | LINEAR        |
| 76579 - | 2000 GN124             | 7 d'abril, 2000      | Socorro              | LINEAR        |
| 76580 - | 2000 GJ132             | 10 d'abril, 2000     | Kitt Peak            | Spacewatch    |
| 76581 - | 2000 GC135             | 8 d'abril, 2000      | Socorro              | LINEAR        |
| 76582 - | 2000 GV135             | 8 d'abril, 2000      | Socorro              | LINEAR        |
| 76583 - | 2000 GF136             | 12 d'abril, 2000     | Socorro              | LINEAR        |
| 76584 - | 2000 GC138             | 4 d'abril, 2000      | Anderson Mesa        | LONEOS        |
| 76585 - | 2000 GA140             | 4 d'abril, 2000      | Anderson Mesa        | LONEOS        |
| 76586 - | 2000 GW141             | 7 d'abril, 2000      | Anderson Mesa        | LONEOS        |
| 76587 - | 2000 GZ141             | 7 d'abril, 2000      | Anderson Mesa        | LONEOS        |
| 76588 - | 2000 GK142             | 7 d'abril, 2000      | Anderson Mesa        | LONEOS        |
| 76589 - | 2000 GQ142             | 7 d'abril, 2000      | Anderson Mesa        | LONEOS        |
| 76590 - | 2000 GU142             | 7 d'abril, 2000      | Anderson Mesa        | LONEOS        |
| 76591 - | 2000 GJ143             | 7 d'abril, 2000      | Anderson Mesa        | LONEOS        |
| 76592 - | 2000 GO148             | 5 d'abril, 2000      | Socorro              | LINEAR        |
| 76593 - | 2000 GU154             | 6 d'abril, 2000      | Anderson Mesa        | LONEOS        |
| 76594 - | 2000 GB155             | 6 d'abril, 2000      | Anderson Mesa        | LONEOS        |
| 76595 - | 2000 GL157             | 7 d'abril, 2000      | Socorro              | LINEAR        |
| 76596 - | 2000 GN157             | 7 d'abril, 2000      | Socorro              | LINEAR        |
| 76597 - | 2000 GP157             | 7 d'abril, 2000      | Socorro              | LINEAR        |
| 76598 - | 2000 GS157             | 7 d'abril, 2000      | Anderson Mesa        | LONEOS        |
| 76599 - | 2000 GU157             | 7 d'abril, 2000      | Anderson Mesa        | LONEOS        |
| 76600 - | 2000 GB159             | 7 d'abril, 2000      | Socorro              | LINEAR        |